# Beaverdell
Beaverdell ist eine Ansiedlung (Designated Place) am West Kettle River im Okanagan Valley in British Columbia in Kanada. Die Ortschaft ist die einzige nennenswerte Ansiedlung am Highway 33, zwischen dessen Anfang in Rock Creek und dem Ende in Kelowna.
Nach Beaverdell wurde die Beaverdell Range benannt, welche zu den Okanagan Highland und damit zu den Columbia Mountains gehört.

## Geschichte
Ursprünglich hieß die Ansiedlung Beaverton, wurde dann aber Anfang des 20. Jahrhunderts mit dem Ort Rendell zu Beaverdell zusammengelegt.

## Demographie
Der Zensus 2016 ergab für die Ansiedlung eine Bevölkerungszahl von 151 Einwohnern, nachdem der Zensus 2011 für die Gemeinde noch eine Bevölkerungszahl von 121 Einwohnern ergab. Die Bevölkerung nahm damit im Vergleich zum letzten Zensus im Jahr 2011 um 24, % zu und entwickelte sich damit über dem Provinzdurchschnitt, mit einer Bevölkerungszunahme von 5,6 % in der Provinz. Auch im Zensuszeitraum 2006 bis 2011 hatte die Einwohnerzahl in der Gemeinde bereits um 43,2 % abgenommen, während sie im Provinzdurchschnitt um 7,0 % zunahm.
Zum Zensus 2016 lag das Durchschnittsalter der Einwohner bei 48,8 Jahren und damit weit über dem Provinzdurchschnitt von 42,3 Jahren. Das Medianalter der Einwohner wurde mit 55,1 Jahren ermittelt. Das Medianalter aller Einwohner der Provinz lag 2016 bei 43,0 Jahren. Zum Zensus 2011 wurde für die Einwohner der Gemeinde noch ein Medianalter von 55,2 Jahren ermittelt, bzw. für die Einwohner der Provinz bei 41,9 Jahren.